# Mały Pawłopol
Mały Pawłopol (biał. Малы Паўлопаль, Mały Paułopal; ros. Малый Павлополь, Małyj Pawłopol; hist. Pawłopol) – wieś na Białorusi, w obwodzie brzeskim, w rejonie małoryckim, w sielsowiecie Czerniany.

## Historia
W dwudziestoleciu międzywojennym część kolonii Pawłopol leżąca w Polsce, w województwie poleskim, w powiecie kobryńskim, w gminie Nowosiółki.
Po II wojnie światowej w granicach Związku Sowieckiego. Od 1991 w niepodległej Białorusi.